# Tenis na wózkach na Letnich Igrzyskach Paraolimpijskich 2008

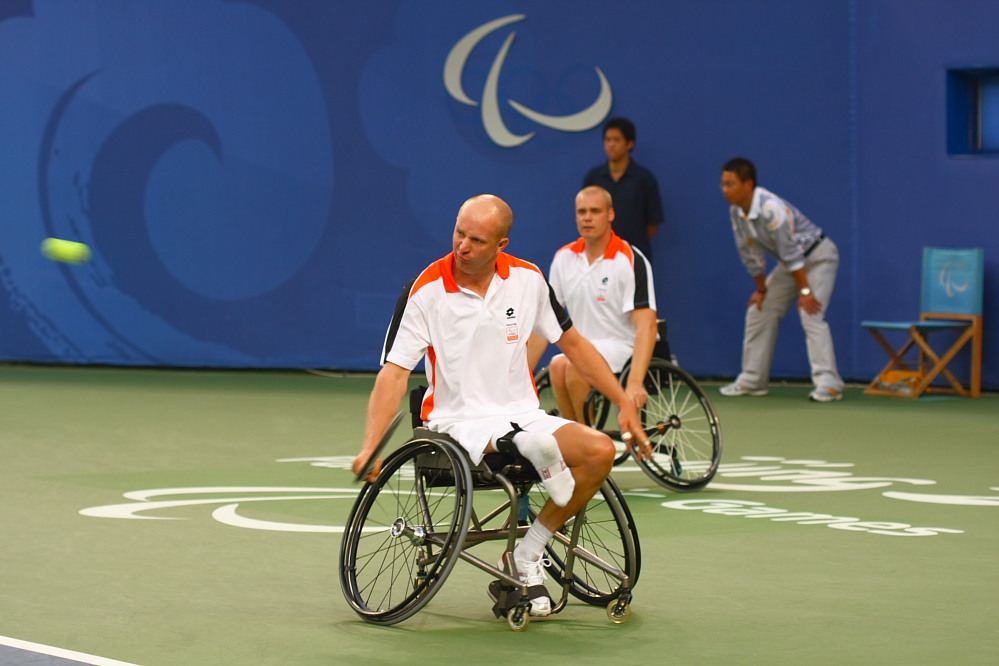

Tenis na wózkach na Letnich Igrzyskach Paraolimpijskich 2008 odbywał się w dniach 8–15 września na kortach Olympic Green Tennis Centre. Do rozdania było 6 kompletów medali.

## Obiekty
| Obiekt                      | Miasto | Funkcja           |
| Olympic Green Tennis Centre | Pekin  | Zawody i treningi |

## Kwalifikacja
Kwalifikację na igrzyska uzyskało 112 zawodników (80 mężczyzn i 32 kobiety)

## Konkurencje
| - indywidualnie - drużynowo | - indywidualnie - drużynowo | - indywidualnie - drużynowo |

## Klasyfikacja niepełnosprawności
- Wszyscy zawodnicy poruszają się na wózkach inwalidzkich.
- W grze pojedynczej i podwójnej mieszanej startują zawodnicy z Tetraplegią.

## Program
| Tenis na wózkach |  |  |  |  |  |  |  | F | F | F |  |  |

## Medale

### Mężczyźni
| Konkurencja                | Złoto                             | Srebro                       | Brąz                         |
| singel mężczyzn na wózkach | Shingo Kunieda                    | Robin Ammerlaan              | Maikel Scheffers             |
| debel mężczyzn na wózkach  | Stéphane Houdet Michaël Jeremiasz | Stefan Olsson Peter Wikstrom | Shingo Kunieda Satoshi Saida |

### Kobiety
| Konkurencja              | Złoto                       | Srebro                         | Brąz                                 |
| singel kobiet na wózkach | Esther Vergeer              | Korie Homan                    | Florence Gravellier                  |
| debel kobiet na wózkach  | Korie Homan Sharon Walraven | Jiske Griffioen Esther Vergeer | Florence Gravellier Arlette Racineux |

### Quady
| Konkurencja               | Złoto                        | Srebro                        | Brąz                         |
| gra pojedyncza na quadach | Peter Norfolk                | Johan Andersson               | David Wagner                 |
| gra podwójna na quadach   | Nicholas Taylor David Wagner | Boaz Kramer Szeragga Weinberg | Jamie Burdekin Peter Norfolk |

## Tabela medalowa
| Rk | Kraj              | Złoto | Srebro | Brąz | Razem |
| 1. | Holandia          | 2     | 3      | 1    | 6     |
| 2. | Francja           | 1     |        | 2    | 3     |
| 3. | Wielka Brytania   | 1     |        | 1    | 2     |
| –  | Japonia           | 1     |        | 1    | 2     |
| –  | Stany Zjednoczone | 1     |        | 1    | 2     |
| 6. | Szwecja           |       | 2      |      | 2     |
| 7. | Izrael            |       | 1      |      | 1     |